# Dewoitine D.560
Dewoitine D.560 là một mẫu thử máy bay tiêm kích của Pháp, do hãng Dewoitine phát triển.

## Biến thể
D.560
D.570

## Tính năng kỹ chiến thuật (D.560)
Dữ liệu lấy từ 
Đặc điểm tổng quát
- Kíp lái: 1
- Chiều dài: 8.48 m (27 ft 10 in)
- Sải cánh: 12,73 m (40 ft 7 in)
- Chiều cao: 3.43 m (11 ft 3 in)
- Diện tích cánh: 17.30 m2 (186.22 ft2)
- Trọng lượng rỗng: 1270 kg (2800 lb)
- Trọng lượng có tải: 1698 kg (3743 lb)
- Powerplant: 1 × Hispano-Suiza 12Xbrs, 515 kW (690 hp)

Hiệu suất bay
- Vận tốc cực đại: 345 km/h (214 mph)
- Trần bay: 10300 m (33790 ft)